# Comté de Treutlen
Le comté de Treutlen est un comté de Géorgie, aux États-Unis.

## Démographie
| 1920  | 1930  | 1940  | 1950  | 1960  | 1970  |
| ----- | ----- | ----- | ----- | ----- | ----- |
| 7 664 | 7 488 | 7 632 | 6 522 | 5 874 | 5 647 |

| 1980  | 1990  | 2000  | 2010  | - | - |
| ----- | ----- | ----- | ----- | - | - |
| 6 087 | 5 994 | 6 854 | 6 885 | - | - |